# Jonathan Antoine
Jonathan Antoine (* 13. Januar 1995 in London) ist ein britischer Sänger (Tenor).

## Leben und Karriere
Jonathan Antoine ist der Sohn von John und Tracy Antoine – einem Polizisten und einer Hausfrau, die sich beide als unmusikalisch bezeichnen. Jonathans musikalisches Talent wurde im Alter von elf Jahren auf der West Hatch High School in Chigwall entdeckt. Dort begann er, Gesangsunterricht zu nehmen. Bereits mit 14 Jahren erhielt er einen Platz an der Royal Academy of Music.
Bekannt wurde Jonathan Antoine 2012 durch einen Auftritt in der britischen Talentshow Britain’s Got Talent. Als Teil des Duos Jonathan & Charlotte belegte er den zweiten Platz in der Gesamtwertung. Dieses Gesangsduo blieb bis 2014 bestehen und veröffentlichte zwei Alben, Together und Perhaps Love, die beide Platz fünf in den britischen Albumcharts erreichten.
Ab 2014 begann Antoine mit einer Solokarriere, die ebenfalls zwei Alben hervorbrachte. Während er 2014 mit dem ersten Album Tenore noch an den gemeinsamen Erfolg anknüpfen konnte und Platz 13 erreichte, verpasste er zwei Jahre später mit Believe die Top 75.